# Bjarke (vikingaskepp)
Bjarke, eller Bjarkan, tidigare Bjork, är en förminskad replik av vikingaskeppet Osebergsskeppet och byggdes 1995 på snickeriet i byn Gruddbo på Sollerön i Dalarna.
Medan Osebergsskeppet är 21,6 meter långt, är Bjarke 7,6 meter lång. Hon ägs av Sollerö hembygdsförening.
Jordi Arkö svarade för fartygets utsmyckning.